# 7626 Iafe
7626 Iafe là một tiểu hành tinh vành đai chính với chu kỳ quỹ đạo là 2055.3271224 ngày (5.63 năm).
Nó được phát hiện ngày 20 tháng 8 năm 1976.